# Кижмола (приток Вычегды)
Ки́жмола — река в России, исток в Республике Коми, протекает в Ленском районе Архангельской области через с. Яренск и деревни Сафроновка, Курейная, Матлуг, Юргино. Устье реки находится в 203 км по правому берегу реки Вычегда (рукав Полой) вблизи деревни Пристань Яренск. Длина реки составляет 87 км, площадь водосборного бассейна 505 км².
Основные притоки: Кишерка, Динъёль, Шеръёль
В Ленском районе есть и другая река с тем же названием — Кижмола (приток Яренги).

## Данные водного реестра
По данным государственного водного реестра России относится к Двинско-Печорскому бассейновому округу, водохозяйственный участок реки — Вычегда от города Сыктывкар и до устья, речной подбассейн реки — Вычегда. Речной бассейн реки — Северная Двина.
Код объекта в государственном водном реестре — 03020200212103000023108.